# 無敵看板娘
《無敵看板娘》是日本漫畫家佐渡川準創作的日本漫畫作品。於秋田書店《週刊少年Champion》2002年25號至2006年13號，單行本全17卷。2006年製作成電視動畫。第2部《無敵看板娘N》（無敵看板娘N）於同雜誌2006年16号至2007年22、23合併號期間連載。
電視動畫獲選為2006年（第十屆）日本新媒體動漫藝術節動畫部門推薦作品。

## 故事簡介
以「花見町商店街」為舞台，中華料理屋「鬼丸飯店」的看板娘鬼丸美輝惹出各種熱血又爆笑的故事。在擔任看板娘的工作時，美輝還遭遇到各種來挑戰的對手，但全部都被美輝用超人的格鬥技巧擺平，是商店街第二強的人物。

## 登場人物
鬼丸美輝（聲優：生天目仁美）
花見町商店街人氣中華料理屋「鬼丸飯店」的看板娘，個性非常熱血。時常會被其他事情分散注意力，導致外送的拉麵發生意外（打翻）。小時候是當地的孩子王，因此跟不少人結下樑子。雖然仇人眾多，但是沒有人是美輝的對手，幾乎全部都遭到轟殺。以獨門武術「鬼丸流葬兵術」獨步商店街，將一隻名為「敏行」的狗視為勁敵。
絕招：鬼丸流-葬兵術、碎骨掌、崩天掌、天空-搏準式、天空-穿殺式、大地印"腳""頭""拳骨"、裂地拳、自我爆發、天龍裂雲腳、蒼天鳳翼固定、星衝貫穿突擊、地獄車、重鐵騎後旋踢、鬼丸流葬兵術奧義、絕界劍
雖然實力相當強悍，但是在母親真紀子面前完全不是對手，時常遭到真紀子一擊轟殺。曾經因為在相撲大賽導致傷亡過多而改變相撲大賽的比賽內容，真紀子也曾經發生過同樣的狀況，導致商店街禁止女性出賽相撲大賽。意外的是，喝了酒之後性格會大轉換，令人有毛骨悚然的感覺。年齡為二十歲。
鬼丸真紀子（聲優：定岡小百合）
鬼丸飯店的老闆娘，美輝的母親，拉麵在商店街廣受好評。是美輝唯一的剋星，擁有一擊就能將美輝轟殺的強大實力，是商店街最強的角色。雖然時常在美輝犯錯時給予痛擊，但是其實很疼美輝，也跟美輝一樣富有正義感。
在過去曾經參加商店街的相撲大賽，導致商店街的相撲大賽禁止女性出賽數年；而開放女性參賽之後，美輝又讓相撲大賽產生大量傷亡。雖然是商店街最強的歐巴桑，但是意外的是有討厭蜘蛛的一面，不過在美輝面前會無效化。喝了酒之後會耍醉拳破壞店面；擔心美輝跟自己一樣，所以一直禁止美輝喝酒。
太田明彥（聲優：中村悠一）
鬼丸飯店隔壁的蔬菜店「八百黑」的老闆，有著老好人的性格，是時常照顧美輝的鄰家大哥哥型人物，但時常被美輝擊潰，是本作少數有正常人常識的傢伙，與西山堪九郎是高中同學。有御宅族的一面，喜歡看特攝影集《星星戰隊》，有時會催眠自己成為星星戰隊的隊長，但是戰鬥力不會提升。年齡推測為二十二歲。
神無月惠美（聲優：小清水亞美）
麵包店「ユエット」的看板娘，有一頭金色長髮，店面跟住處就在鬼丸飯店正對面，將美輝視為勁敵。主張商店街只要一個看板娘就夠了，而她就是那唯一的看板娘。擅長使用暗器（串熱狗竹籤），卻仍然很怕美輝的實力。小時候時常被美輝欺負，奮而練出了暗器投擲的技能，不過後期對美輝無效。
異常地害怕茅原智香，看到智香的時候會全身僵硬暈倒。身上總是穿著女僕裝，以女僕魅力招攬客人，但是還是敵不過美輝搞笑的實力。時常散佈美輝的負面消息，所以常常遭到美輝的追殺。同樣喝了酒之後性格會急轉，變成一個虐待狂。年齡推測為二十歲。
西山堪九郎（聲優：檜山修之）
明彥的高中同學，視美輝為勁敵的熱血男人，滿腦子都想著要決鬥。小時候常被美輝欺負，大學畢業之後回來找美輝決鬥，但總是被美輝給撂倒。人雖然很熱血，但很笨，時常會誤解別人的意思。儘管熱衷決鬥，但是其實相當的能幹，做事能力比美輝還要強，熱血也經常感染週遭的人。
茅原智香（聲優：峯香織）
高中老師，有著怨靈一般的臉孔，時常會嚇到人，甚至把學生嚇到不敢去學校上課。個性有些自閉、孤僻，但是心腸很好，很會替人著想。喜歡吃鬼丸飯店的拉麵，吃到拉麵時表情就會變成美女，所以後來即使在上課也會吃拉麵保持笑容。因為不愛笑的關係，所以在「臉部相撲大賽」的時候打敗美輝成為冠軍，此外還有著像蜘蛛人一樣的攀爬技巧。因為吃拉麵會變臉的關係，被自己的學生暗戀著。
敏行（聲優：納六朗）
遠藤家的狗，戰鬥力不同凡響，是唯一可以跟美輝惡鬥的角色。每每一出現都要跟美輝一較高下，多數是平手收場。雖然很強悍，但還是不敵真紀子，被真紀子瞪一眼就敗北。雖然非常凶惡，但是很聽若菜的話。體型雖然小，但是力氣很大，可以當若菜的座騎，連堪九郎、明彥與惠美都載得動，美輝甚至可以雙腳站在牠背上，不過非常害怕真紀子也來騎乘。
遠藤若菜（聲優：中島沙樹）
遠藤家獨生女，敏行的主人，綁著雙馬尾的小女孩，跟商店街的眾人交情很好。曾經誤會堪九郎暗戀美輝，想要從中牽線，結果弄巧成拙演變成決鬥。曾經因為堪九郎驚人的工作能力而吃到「熱騰騰的拉麵」，因為美輝送拉麵的時候都會在門口跟敏行浪費時間。年齡推測為九歲。
風月老師（聲優：古島清孝）
美輝與惠美就讀小學時的班導師。

## 出版書籍
| 集數        | 秋田書店       | 秋田書店               |
| 集數        | 發售日期       | ISBN                   |
| 無敵看板娘  | 無敵看板娘     | 無敵看板娘             |
| ----------- | -------------- | ---------------------- |
| 1           | 2002年11月14日 | ISBN 4-253-20351-5     |
| 2           | 2003年1月30日  | ISBN 4-253-20352-3     |
| 3           | 2003年3月27日  | ISBN 4-253-20353-1     |
| 4           | 2003年6月26日  | ISBN 4-253-20354-X     |
| 5           | 2003年9月21日  | ISBN 4-253-20355-8     |
| 6           | 2003年12月18日 | ISBN 4-253-20356-6     |
| 7           | 2004年3月18日  | ISBN 4-253-20357-4     |
| 8           | 2004年6月17日  | ISBN 4-253-20358-2     |
| 9           | 2004年8月5日   | ISBN 4-253-20359-0     |
| 10          | 2004年10月21日 | ISBN 4-253-20360-4     |
| 11          | 2005年1月6日   | ISBN 4-253-20781-2     |
| 12          | 2005年4月8日   | ISBN 4-253-20782-0     |
| 13          | 2005年6月8日   | ISBN 4-253-20783-9     |
| 14          | 2005年9月8日   | ISBN 4-253-20784-7     |
| 15          | 2005年12月8日  | ISBN 4-253-20785-5     |
| 16          | 2006年3月8日   | ISBN 4-253-20786-3     |
| 17          | 2006年6月8日   | ISBN 4-253-20787-1     |
| 無敵看板娘N |                |                        |
| 1           | 2006年7月7日   | ISBN 4-253-21161-5     |
| 2           | 2006年10月10日 | ISBN 4-253-21162-3     |
| 3           | 2007年2月8日   | ISBN 978-4-253-21163-5 |
| 4           | 2007年5月8日   | ISBN 978-4-253-21164-2 |
| 5           | 2007年7月6日   | ISBN 978-4-253-21165-9 |

## 電視動畫

### 工作人员
- 原作：佐渡川準
- 导演：富澤信雄
- 辅助导演：末永宏一
- 系列构成：待田堂子
- 人物设定、总作画监督：中路景子
- 美術监督：新田博史
- 色彩設計：山本智子
- 摄影监督：宮川淳子
- 編集：笠原義宏
- 音响监督：菊田浩巳
- 音乐：高木隆次
- 监制：伊平崇耶、川瀨浩平、池田慎一、斎藤朋之、里見哲朗
- 制片：谷口理
- 制作：Telecom Animation Film（日语：テレコム・アニメーションフィルム）
- 製作：鬼丸飯店（東芝娛樂（日语：博報堂DYミュージック&ピクチャーズ）、日本Geneon環球娛樂、讀賣廣告社、讀賣電視台、Telecom Animation Film）

### 主题歌
片头曲

作詞、演唱：奥井雅美 ，作曲、編曲：Monta
片尾曲

作詞、作曲、演唱：高橋直純，編曲：NONAKA<MASA>YUICHI
插入曲

作词：佐渡川準，作曲：菊池俊辅，编曲：高木隆次，演唱：Mojo

### 各話列表
| 話數 | 日文標題 | 中文標題                   | 編劇     | 分镜       | 演出       | 作畫監督   |          |
| ---- | -------- | -------------------------- | -------- | ---------- | ---------- | ---------- | -------- |
| 1    |          | 無敵看板娘                 | 待田堂子 | 末永宏一   | 末永宏一   | 末永宏一   |          |
| 2    |          | 另一位看板娘               | 待田堂子 | 末永宏一   | 末永宏一   | 末永宏一   |          |
| 3    |          | 挑戰者，他名為西山勘九郎   | 廣田光毅 | 末永宏一   | 小山田桂子 | 野口寛明   |          |
| 4    |          | 我的戰鬥沒有終點           | 廣田光毅 | 富澤信雄   | 末永宏一   | 末永宏一   | 末永宏一 |
| 5    |          | 不曾遇過的強敵             | 竹內利光 | 增田敏彥   | 小山田桂子 | 毛利志乃舞 |          |
| 6    |          | 想為那孩子擦眼淚           | 竹內利光 | 增田敏彥   | 末永宏一   | 末永宏一   |          |
| 7    |          | 旅程之前                   | 待田堂子 | 末永宏一   | 小山田桂子 | 野口寬明   |          |
| 8    |          | 由我來引導你               | 待田堂子 | 末永宏一   | 小山田桂子 | 毛利志乃舞 |          |
| 9    |          | 裝飾黑白                   | 竹內利光 | 矢野雄一郎 | 矢野雄一郎 | 中路景子   |          |
| 10   |          | 你是我的踏腳石!!           | 竹內利光 | 矢野雄一郎 | 矢野雄一郎 | 中路景子   |          |
| 11   |          | 貓狗對決                   | 廣田光毅 | 增田敏彥   | 池島博史   | 野口寬明   |          |
| 12   |          | 從紅線望見的鴻溝           | 廣田光毅 | 增田敏彥   | 池島博史   | 野口寬明   |          |
| 13   |          | 揭發偽裝的笑臉             | 廣田光毅 | 飯島正勝   | 小田原男   | 山縣亞紀   |          |
| 14   |          | 潛入！鬼之巢穴             | 廣田光毅 | 飯島正勝   | 小田原男   | 山縣亞紀   |          |
| 15   |          | 確實看到最強的那傢伙       | 竹內利光 | 矢野雄一郎 | 小山田桂子 | 瀧口禎一   |          |
| 16   |          | 惡人來了                   | 竹內利光 | 矢野雄一郎 | 小山田桂子 | 瀧口禎一   |          |
| 17   |          | 墮落的巨星                 | 待田堂子 | 眉月裕     | 小山田桂子 | 末永宏一   |          |
| 18   |          | 思考的媽媽                 | 待田堂子 | 眉月裕     | 小山田桂子 | 末永宏一   |          |
| 19   |          | 以工作換取勝利             | 竹內利光 | 增田敏彥   | 池畠博史   | 野口寬明   |          |
| 20   |          | 衝突！西山勘九郎VS神無月惠 | 竹內利光 | 增田敏彥   | 池畠博史   | 野口寬明   |          |
| 21   |          | 在背後談論的那傢伙         | 待田堂子 | 富澤信雄   | 小山田桂子 | 瀧口禎一   |          |
| 22   |          | 笑容滿面死鬥               | 待田堂子 | 矢野雄一郎 | 小山田桂子 | 山縣亞紀   |          |
| 23   |          | 當你壞掉之時               | 廣田光毅 | 矢野雄一郎 | 富澤信雄   | 末永宏一   |          |
| 24   |          | 被埋葬的宴會               | 廣田光毅 | 矢野雄一郎 | 富澤信雄   | 中路景子   |          |

### 播放电视台
日本深夜動畫：下文記載的日本国内播放時間使用日本標準時間（UTC+9）表示。因為部分時間标识會採用30小时制，因此請留意这类超过24:00的时间，其實際播放時間為翌日清晨。
| 播放地区   | 播放电视台           | 播放日期                | 播放时间             | 播放所属局       | 备注                            |
| ---------- | -------------------- | ----------------------- | -------------------- | ---------------- | ------------------------------- |
| 千叶县     | 千叶电视台           | 2006年7月4日－9月19日   | 星期二 26:00 - 26:30 | 独立UHF局        |                                 |
| 琦玉县     | 埼玉电视台           | 2006年7月6日－9月21日   | 星期四 26:00 - 26:30 | 独立UHF局        |                                 |
| 神奈川县   | tvk                  | 2006年7月6日－9月21日   | 星期四 26:15 - 26:45 | 独立UHF局        |                                 |
| 近畿播放圈 | 读卖电视台           | 2006年7月24日－10月16日 | 星期一 26:12 - 26:42 | 日本電視網協議會 | 製作委員会参加 MONDAY PARK第2部 |
| 日本全域   | BIGLOBEストリーム    | 2006年7月25日－10月10日 | 星期二 15:00 配信    | 终端推送         |                                 |
| 日本全域   | フレッツ・スクウェア | 2006年7月25日－10月10日 | 星期二 15:00 配信    | 终端推送         |                                 |
| 日本全域   | Kids Station         | 2007年1月9日－3月27日   | 星期二 24:30 - 25:00 | 卫星CS广播       |                                 |
| 日本全域   | AT-X                 | 2012年4月5日－6月28日   | 星期四 11:00 - 11:30 | 卫星CS广播       |                                 |

## 外部連結
- 《無敵看板娘》動畫版官方網站 （页面存档备份，存于）（日語）

1. ↑  . 夠Yeah.   [2024-06-21]. （原始内容存档于2012-01-14）.